# Ana Beatriz Bulcão
Ana Beatriz Bulcão (São Paulo, 4 de dezembro de 1993) é uma esgrimista brasileira.

## Carreira
Bia Bulcão foi a primeira brasileira a estar entre as 6 melhores do mundo no ranking mundial 2012/2013. 
Destaque Juvenil, no Campeonato Sul-Americano no Rio de Janeiro em 2010, participou de quatro categorias e ganhou todas. 
É integrante da seleção brasileira desde 2010, classificou-se para os Jogos Pan-Americanos de 2011 e Jogos Pan-Americanos de 2015 e Jogos Pan-Americanos de 2019.
Nos Jogos Pan-Americanos de 2019, conquistou a medalha de bronze na categoria florete individual feminino.
Foi a primeira medalhista em Jogos Pan-Americanos na categoria de florete feminino. Pela sua experiência, é considerada potencial para as Olimpíadas de 2028 e ainda mesmo de 2032.

### 2023
Nos Jogos Pan-Americanos de 2023, ocorridos em Santiago, no Chile, integrou a equipe brasileira na modalidade espada, ao lado de Nathalie Moellhausen, Victoria Vizeu e Amanda Simeão. Bia é atleta do florete, e entrou na equipe de espada como reserva contribuindo fora de pista com a sua experiência apoiando as suas colegas com as palavras certas. A equipe brasileira derrotou as equipes da Colômbia, por 45 a 34. Depois, derrotou a Venezuela, por 45 a 35. Na final encarou a equipe do Canadá, vencendo por 45 a 40, e conquistando a medalha de ouro. Foi a primeira medalha de ouro da esgrima do Brasil nos Jogos Pan-Americanos desde a edição de 1967, em que Arthur Cramer conquistou a medalha, e a primeira medalha de ouro da esgrima feminina brasileira.

## Afiliações
Treina no Esporte Clube Pinheiros em São Paulo desde 2003 com o técnico russo Gennady, mestre de campeões olímpicos e mundiais. Seu treinador faleceu em 2020 durante a pandemia.
Bia faz parte do Programa de Atletas de Alto Rendimento do Exército Brasileiro.

## Vida pessoal
Bia é sobrinha-neta do renomado artista plástico Athos Bulcão.